# WMS 인더스트리스
WMS 인더스트리스(WMS Industries, Inc.)는 네바다주 엔터프라이즈에 위치한 미국 전자 게임 및 오락 제조업체였다. 2016년에 사이언티픽 게임스에 합병되었다. WMS의 전신은 해리 E. 윌리엄스(Harry E. Williams)가 1943년에 설립한 윌리엄스 매뉴팩처링 컴퍼니(Williams Manufacturing Company)였다. 그러나 WMS 인더스트리스가 된 회사는 1974년에 공식적으로 윌리엄스 일렉트로닉스(Williams Electronics, Inc.)라는 사명으로 설립되었다.
윌리엄스는 처음에 핀볼 기계 제조업체였다. 1964년 윌리엄스는 주크박스 제조업체인 시버그(Seeburg Corp.)에 인수되어 윌리엄스 일렉트로닉스 매뉴팩처링 부서(Williams Electronics Manufacturing Division)로 재편성되었다. 1973년에 회사는 퐁 (비디오 게임) 클론 패들 볼을 통해 코인 운영 아케이드 비디오 게임 시장으로 진출하여 결국 디펜더 (1981년 비디오 게임), 자우스트 및 로보트론: 2084를 포함한 수많은 비디오 게임 고전을 만들었다. 1974년 윌리엄 일렉트로닉스 시버그(Williams Electronics, Inc. Seeburg)는 1977년에 엑스코 인터내셔널(Xcor International)로 이름을 변경한 시버그의 전액 출자 자회사로 통합되었다. 윌리엄스 일렉트로닉스는 1981년에 독립 회사로 분사되었다.
1987년에 회사는 주식 시세 기호로 선택한 이름의 단축 버전을 사용하여 WMS 인더스트리스(WMS Industries, Inc.)로 상장되었다. 1988년에는 카지노 운영 및 제조 사업에 집중하기로 결정한 발리 매뉴팩처링(Bally Manufacturing)의 오락 게임 부문인 발리/미드웨이(Bally/Midway)를 인수했다. 비디오 게임 운영은 미드웨이(Midway)라는 이름으로 통합되었으며, 핀볼 기계는 계속해서 윌리엄스와 발리라는 이름을 사용했다. 미드웨이가 일련의 아케이드 성공을 거둔 후 WMS는 1994년에 트레이드웨스트(Tradewest)를 인수하여 회사가 다른 출판사에 라이선스를 부여하는 대신 아케이드 게임의 자체 홈 포트를 직접 출판할 수 있도록 했다. 미드웨이 게임즈(Midway Games)는 1996년에 상장되었고, 1998년에 완전히 분사되었다.
WMS는 1991년에 도박 장비 제조를 위해 자회사인 WMS Gaming을 설립했다. 이 사업부는 비디오 복권 단말기로 시작하여 1994년에 첫 번째 슬롯머신을 출시하여 사업의 주요 플레이어가 되었다. 반반사 유리를 통해 PC 화면을 핀볼 게임에 통합한 핀볼 2000 컨셉이 판매 기대에 미치지 못하자 1999년 10월 25일에 핀볼 부문을 폐쇄했다. 2013년에 WMS는 사이언티픽 게임스의 전액 출자 자회사가 되었다. 2016년 WMS는 사이언티픽 게임스에 합병되었으며, 2022년에는 라이트 앤드 원더(Light & Wonder)로 사명이 변경되었다.